# Tro kyrka, tro
Tro kyrka, tro är en psalm vars text är skriven av Jonas Jonson år 1992. Musiken är skriven 1992 av Fredrik Sixten.

## Publicerad i
- Psalmer i 90-talet som nr 823 under rubriken "Kyrkan och gudstjänsten"
- Psalmer i 2000-talet som nr 924 under rubriken "Kyrkan och gudstjänsten"